# Doppio movimento
Doppio movimento is een Italiaanse muziekterm met betrekking tot het tempo waarin een stuk of passage uitgevoerd dient te worden. Als deze aanwijzing boven een passage staat, betekent dit dat men tweemaal zo snel moet spelen als het tempo dat voorgaand aan de aanwijzing geldt. Als bijvoorbeeld bij een passage van een stuk een tempo-aanwijzing hoort die gelijk is aan 60 kwarten per minuut (in dat geval is de duur van een kwartnoot een seconde) en de aanwijzing Doppio movimento wordt gegeven, dan dient men vanaf dat moment het tempo te verdubbelen, waardoor het tempo gelijk is aan 120 kwarten per minuut (in dat geval is de duur van een kwartnoot een halve seconde (of: is de duur van een halve noot exact een seconde)).
Indien later het eerste tempo weer moet gelden, zal de aanwijzing Tempo primo gegeven worden.